# Arrigny
Arrigny ist eine französische Gemeinde im Département Marne in der Region Grand Est. Sie hat eine Fläche von 16,07 km² und 233 Einwohner (2022).

## Geografie
Die Gemeinde Arrigny liegt am Westufer des Lac du Der-Chantecoq, dem größten Stausee Frankreichs.
Nachbargemeinden sind: Larzicourt, Écollemont, Outines, Giffaumont-Champaubert, Saint-Remy-en-Bouzemont-Saint-Genest-et-Isson und Moncetz-l’Abbaye.

## Bevölkerungsentwicklung
| Jahr                       | 1962 | 1968 | 1975 | 1982 | 1990 | 1999 | 2008 | 2018 |
| -------------------------- | ---- | ---- | ---- | ---- | ---- | ---- | ---- | ---- |
| Einwohner                  | 269  | 251  | 213  | 236  | 284  | 256  | 269  | 238  |
| Quellen: Cassini und INSEE |      |      |      |      |      |      |      |      |

## Sehenswürdigkeiten
- Kirche Saint-Maurice